# György Gömöri
György Gömöri (ur. 3 kwietnia 1934 w Budapeszcie) – węgierski poeta, pisarz, eseista, od 1969 do 2001 wykładowca literatury polskiej w Instytucie Wschodnioeuropejskim Cambridge. Tłumaczył na język węgierski dzieła Czesława Miłosza, Witolda Gombrowicza i Marka Hłaski.

## Życiorys
W latach 1953–1956 studiował hungarystykę i polonistykę na Uniwersytecie Loránda Eötvösa w Budapeszcie. Był redaktorem uniwersyteckiej gazety Egyetemi ifjúság oraz organizatorem studenckiego strajku podczas rewolucji węgierskiej 1956. Po upadku powstania wyemigrował do Anglii i kontynuował studia na Uniwersytecie Oksfordzkim. W 1966 opublikował pierwszą monografię dotyczącą polskiej poezji w latach 1945–1956. Wykładał na Uniwersytecie Kalifornijskim w Berkeley i Uniwersytecie Harvarda. W latach 1958–1961 był członkiem zarządu Stowarzyszenia Pisarzy Węgierskich za Granicą. Od 1969 wykładał literaturę polską w Instytucie Wschodnioeuropejskim Uniwersytetu w Cambridge. Przeszedł na emeryturę w 2001.
Należy do Polskiej Akademii Umiejętności. Jest członkiem Trinity College i Darwin College na Uniwersytecie w Cambridge, gdzie przez wiele lat redagował biuletyn uczelni. Od ponad trzech dekad zasiada w redakcji amerykańskiego kwartalnika „Books Abroad” i jego kontynuacji „World Literature Today”. Jest także członkiem redakcji „Lymbus Budapest” i „Litteraria Copernicana” (Uniwersytet Mikołaja Kopernika w Toruniu). Regularnie publikuje w brytyjskim „The Guardian”, „The Independent” i „The Times Literary Supplement”. Pisze po polsku, angielsku i węgiersku.
W 2018 Wydawnictwo Neriton opublikowało wybór korespondencji Jerzego Giedroycia i Györgya Gömöriego pod tytułem Polski redaktor i węgierski polonista w opracowaniu Gabora Lagziego.

## Wybrane publikacje
- Dylemat królika doświadczalnego: wybór wierszy. Katowice: Biblioteka Śląska, 2003. ISBN 83-87849-39-1.
- Magnetic Poles: essays on modern Polish and comparative literature. Londyn: Polish Cultural Foundation, 2000. ISBN 0-85065-319-3.
- Polish and Hungarian poets of the Holocaust. Bloomington: The Polish Studies Center, 1983. OCLC: 836632656.
- Cyprian Norwid (1821–1883): poet-thinker-craftsman. Londyn: Orbis Books, 1983. ISBN 0-901149-30-6.

## Odznaczenia i nagrody
W 1995 odznaczony Krzyżem Oficerskim, a w 2007 Krzyżem Komandorskim Orderu Zasługi Republiki Węgierskiej. Wśród licznych nagród, które otrzymał, znajdują się m.in.: Nagroda Fundacji Alfreda Jurzykowskiego (1972), nagroda literacka Stowarzyszenia Autorów ZAiKS dla tłumaczy (1987), Medal Komisji Edukacji Narodowej (1992), Nagroda Salvatore Quasimodo (1993), Ada Negri Memorial Prize (1995), Pro Cultura Hungarica (1999) Lotz Memorial Medal (2006) i Alföld Prize (2009).